# Frank Havens
Frank Benjamin Havens (ur. 1 sierpnia 1924 w Arlington, zm. 22 lipca 2018 w Harborton) – amerykański kajakarz, kanadyjkarz. Dwukrotny medalista olimpijski.
Największe sukcesy odnosił w jedynkach, specjalizował się na dystansie 10 000 metrów. Brał udział w czterech igrzyskach (IO 48, IO 52, IO 56, IO 60). Na pierwszych dwóch zdobywał medale, w 1948 srebrny a cztery lata później złoty.
Jego brat William także był olimpijczykiem (IO 48).